# 特雷梅佐
特雷梅佐（義大利語：Tremezzo），曾是意大利科莫省的一个市镇。总面积8平方公里，人口1288人，人口密度161.0人/平方公里（2009年）。ISTAT代码为013225。
2014年5月25日，特雷梅佐和另外三个市镇合并为新的特雷梅齐纳市镇。